# Roure de teules
El roure de teules (Quercus imbricaria) és un arbre del gènere Quercus original del centre i est de l'Amèrica del Nord. El botànic Michaux li va donar aquest nom perquè els colons d'aquestes terres feien servir les seva fusta per tapar forats, pres del llatí imbricatus-a-um, cobert amb teules.

## Descripció
Arbre amb fulles semi-persistents que pot arribar als 20 m d'alçada. La seva capçada és cònica o piramidal al principi, per passar, més endavant, a ser oberta i arrodonida. Requereix sòls humits, rics en nutrients i una exposició assolellada. 

El tronc i branques presenten una escorça de color marró clar, llisa, que es desprèn en petites plaques i s'esquerda amb l'edat.gris que varia en diverses tonalitats, amb petites fissures o escates.

Les fulles, alternes, de 10 a 18,5 cm de llarg i de 5 a 7 cm d'ample, són lanceolades, de marges sencers o, de vegades, una mica ondulats. La part superior de la fulla és de color verd fosc, brillant, suau, llis, mentre que la part inferior és tomentós. A la tardor, les fulles es tenyeixen d'una tonalitat vermellosa i, posteriorment, resten a les branques durant molt temps passant al color groc i, finalment, al groc amarronat. A la primavera cauen les fulles seques amb la nova brotada. 

La maduració de les glans és bianual.

## Usos
Proporciona una fusta dura, que es fa servir a la construcció per fer taulons i per la fabricació de mobles; encara que no és gaire comercialitzada.

## Sinonímia
- aprica Raf. 1838
- obtusa Pursh. not Willd.
- latifolia Steud. 1841
- phellos var. imbricaria (Michx.) A DC 1864